# Il Perdono di Gesualdo
Vous lisez un « article de qualité » labellisé en 2014.
Il Perdono di Gesualdo (en français, Le Pardon de Gesualdo) est une œuvre du peintre florentin Giovanni Balducci, réalisée en 1609 et répondant à une commande de Carlo Gesualdo, prince de Venosa, compositeur de madrigaux, de chants sacrés et de motets. Conservé dans la chapelle privée de l'église Santa Maria delle Grazie de Gesualdo, le tableau a fait l'objet d'importantes restaurations à la fin du XXe siècle, à la suite du tremblement de terre de 1980 dans l'Irpinia, qui avait détruit une grande partie des bâtiments.
Témoignage unique, dans le domaine de la peinture religieuse, de la dévotion du prince compositeur, Il Perdono di Gesualdo a fait l'objet de nombreux commentaires et analyses, dès le XVIIe siècle. Ces interprétations, s'attachant à la légende noire du musicien assassin de son épouse adultère et de l'amant de celle-ci, ont entouré l'œuvre de mystère.
Les historiens de l'art et les musicologues s'accordent, au début du XXIe siècle, sur certaines ambiguïtés du Perdono, reflétant la personnalité fascinante de son commanditaire. Le musicologue américain Glenn Watkins considère qu'il s'agit du seul portrait authentique de Gesualdo.

## Présentation

### Localisation
Il Perdono di Gesualdo répond à une commande pour le maître-autel de la chapelle privée de Carlo Gesualdo, prince de Venosa, du royaume de Naples, dans l'église attenante au couvent de capucins dont la construction avait d'abord été entreprise par son père Fabrizio, dès le milieu des années 1580.
Ce couvent, aujourd'hui détruit en grande partie, « formait autrefois un bel ensemble monastique, avec un grand jardin, de vastes bâtiments conventuels et une magnifique église : Santa Maria delle Grazie ». Denis Morrier précise que ce monastère était « doté par Gesualdo d'une rente confortable ». La chapelle porte une inscription rappelant que le prince en avait entrepris la construction dès 1592 :
| Dominvs Carolvs Gesvaldvs Compsae Comes VII. Venvsii Princeps III. Hoc templvm Virgini Matri dicatvm Adesqve religionis domicilivm Pietatis incitamentvm Posteris a fvndamentis erexit A.D. MDXCII. | Don Carlo Gesualdo, VIIe comte de Conza, IIIe prince de Venosa, fit ériger ce temple dédié à la Vierge Marie, domicile de la Religion et modèle de piété, en l'an de grâce 1592. |  |

Les travaux réalisés sous la direction du prince compositeur comprennent en fait « deux couvents, l'un dominicain, l'autre capucin, et leurs églises respectives : Santissimo Rosario, achevée en 1592, et Santa Maria delle Grazie, dont Gesualdo n'a jamais vu l'achèvement ».
Selon Catherine Deutsch, « certains historiens ont été tentés de faire le lien entre la fondation de ces institutions et le meurtre que Gesualdo venait de commettre » dans son palais de Naples, durant la nuit du 16 au 17 octobre 1590, sur la personne de son épouse Maria d'Avalos, surprise en flagrant délit d'adultère avec Fabrizio Carafa, duc d'Andria . Cette première interprétation d'« une tentative de rémission de ses récents péchés » s'applique également au Perdono, chargé de figures allégoriques offrant plusieurs niveaux de lecture.

### Description

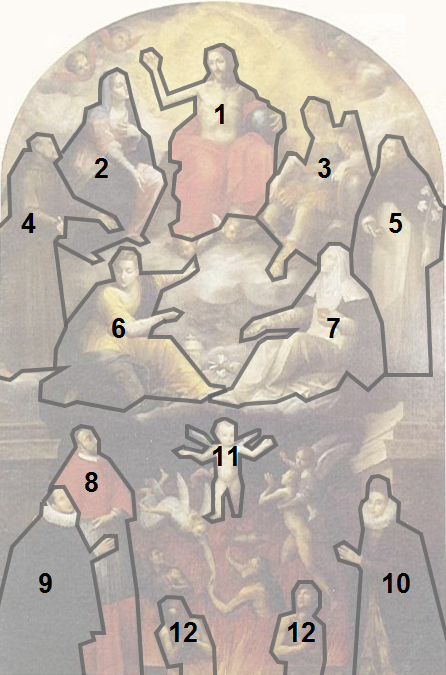
Composition du Perdono di Gesualdo, où figurent
dans le ciel : 1. Jésus Christ, 2. La Vierge Marie,
3. L'archange Michel, 4. Saint François d'Assise,
5. Saint Dominique, 6. Marie-Madeleine,
7. Sainte Catherine de Sienne
sur la terre : 8. Saint Charles Borromée,
9. Carlo Gesualdo, 10. Éléonore d'Este
dans le Purgatoire : 11. L'enfant ailé,
12. L'homme et la femme du Purgatoire.

Le tableau se présente comme une scène du jugement dernier à dix personnages principaux, où Gesualdo figure avec sa seconde épouse, suppliant le Christ auprès de son oncle maternel saint Charles Borromée, revêtu de la pourpre cardinalice et placé en position de protecteur.
Denis Morrier propose une organisation de la toile sur trois niveaux :
1. « Au sommet, le Christ pantocrator, en majesté, juge les vivants et les morts. Il est entouré de plusieurs saintes et saints, parmi lesquels on reconnaît la Vierge Marie, « consolatrice des affligés » qui intercède auprès de son fils pour le pardon des pêcheurs, et Marie-Madeleine, symbole de la repentance[M 3] »,
2. Dans la partie médiane, on voit le compositeur soutenu par son oncle, saint Charles Borromée. En face de lui se trouve son épouse, Éléonore d'Este, vêtue « à l'espagnole »[M 4],
3. « Dans la partie inférieure, on découvre le Purgatoire où attendent, perdus dans les flammes, un homme et une femme[M 5] ».

Glenn Watkins, qui assimile les deux niveaux supérieurs de la toile à « une sacra conversazione classique », mentionne encore les figures tutélaires de l'archange Michel, assis près du Christ et quelque peu effacé, de saint François d'Assise et de saint Dominique, fondateurs des ordres religieux occupant les deux couvents construits par Gesualdo.

## Histoire
Selon Glenn Watkins, les dimensions importantes du Perdono di Gesualdo témoignent d'un réel souci de grandeur, mais aussi de ferveur religieuse, de la part du commanditaire.

### Commande
L'attribution du tableau à un peintre est restée longtemps hypothétique : Denis Morrier mentionne « Silvestro Bruno, puis Girolamo Imparato, deux peintres maniéristes mineurs » de l'école napolitaine, parmi les premiers artistes considérés. Des recherches plus avancées, à la suite de la restauration du tableau, ont permis d'attribuer le Perdono di Gesualdo à Giovanni Balducci et à son atelier florentin. Protégé du cardinal Gesualdo à Rome, cet artiste avait suivi son maître, doyen du Collège des cardinaux puis archevêque de Naples en 1596. L'historien Francesco Abbate considère Giovanni Balducci comme le « peintre officiel de la maison de Gesualdo », à partir de cette date.
La date exacte de la commande n'est pas connue mais l'œuvre, répondant à des exigences précises en termes de représentation des personnages et d'organisation de l'espace, a été achevée en 1609 . En revanche, les circonstances entourant cette commande sont aujourd'hui bien établies, et révélatrices : Glenn Watkins y voit « un parfait exemple de l'Ars moriendi, où les thèmes du jugement dernier et de la pénitence sont prédominants ».
En effet, le musicologue américain dresse un constat accablant de l'état dans lequel se trouvait Gesualdo, durant les premières années du XVIIe siècle : « une période dont les tensions psychologiques devaient être extraordinaires. Un bilan de sa vie passée ne pouvait lui apporter aucune consolation : son premier mariage s'était achevé sur l'infidélité et le meurtre, son second mariage ne lui avait procuré qu'une distraction momentanée avant de se détériorer en une situation domestique intenable. Le fils né de son premier mariage se tenait éloigné de lui et le traitait en étranger. Enfin, le fils né de son second mariage venait de mourir en 1600. En 1603, année de publication de ses deux livres de motets à cinq voix et à six voix, la santé du prince était si chancelante que ses proches s'attendaient à le voir mourir bientôt ».

### Dégradation
Le tableau a été endommagé de manière assez importante lors du tremblement de terre survenu le 23 novembre 1980, dont l'épicentre se situait à Conza della Campania, domaine féodal des Gesualdo dans la province d'Avellino depuis le XVe siècle.
Cet événement fut catastrophique pour les deux couvents construits sur ordre du prince, pour son château de Gesualdo, qui n'a jamais été restauré, ainsi que pour le village, qui compta 2 570 morts et plus de 9 000 blessés et sans-abris. Une grande partie du patrimoine familial des Gesualdo de Venosa, dont la lignée s'était éteinte à la mort du compositeur, le 8 septembre 1613, s'est ainsi perdue irrémédiablement. Glenn Watkins en conclut que « cette histoire est l'histoire d'une perte. Seuls des fragments sont parvenus jusqu'à nous, d'autant plus précieux ».

### Restauration

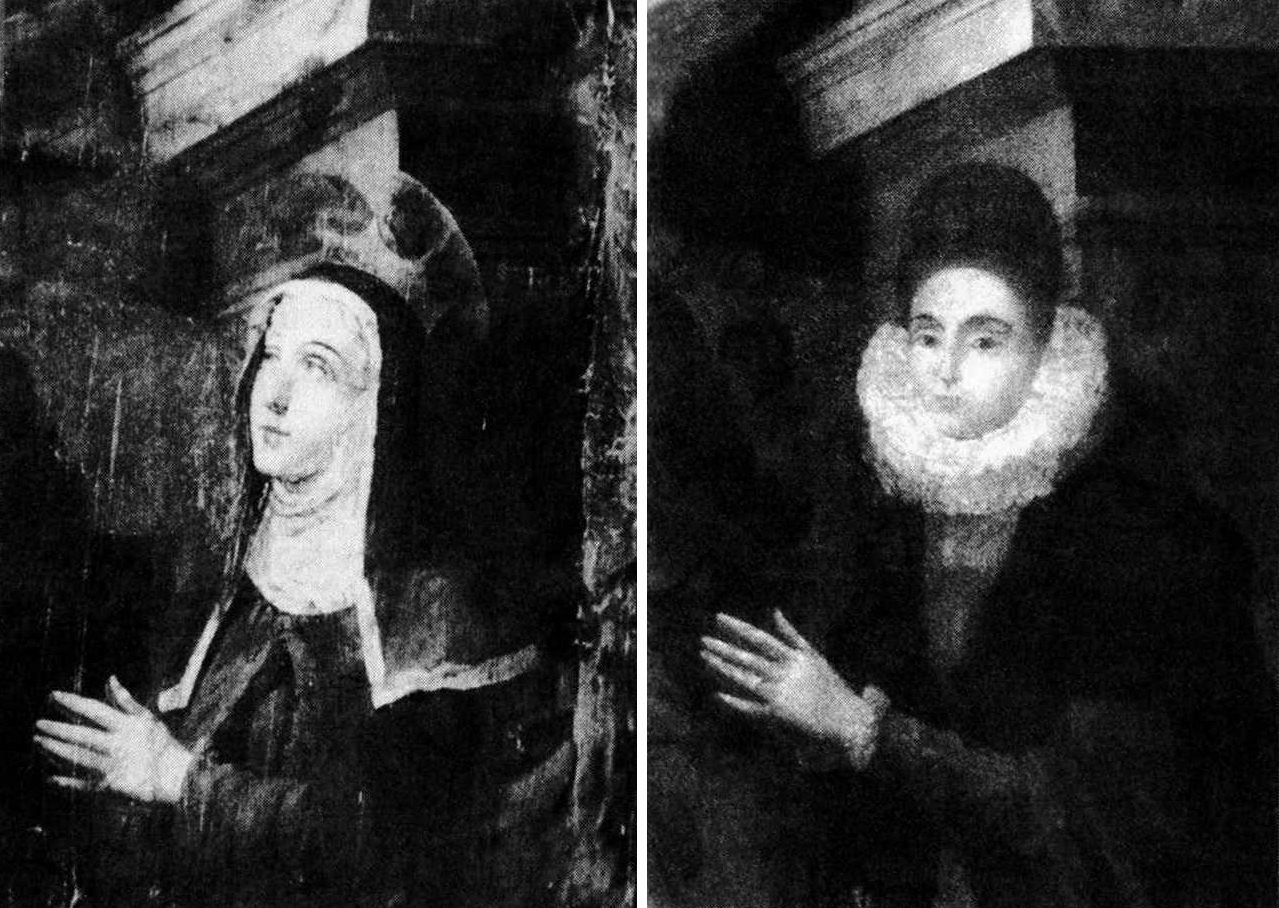
La restauration du Perdono di Gesualdo a révélé le portrait de Éléonore d'Este (à droite), précédemment recouvert par une figure de clarisse (à gauche), au XVIIe siècle.

Les dommages subis par le tableau ne se limitent pas aux conséquences du tremblement de terre de 1980. Lors de sa première visite à Santa Maria delle Grazie, en 1961, Glenn Watkins a observé que « le tableau avait été déplacé sur le mur à gauche de l'autel, et présentait une importante déchirure dans sa partie inférieure gauche, affectant la figure du prince compositeur », qui a été reproduite ainsi en couverture de la première édition de son ouvrage consacré à Gesualdo, the Man and his Music, en 1973 .
Après le séisme, qui détruisit une grande partie de l'église, le tableau est resté entreposé sur le côté, à même le sol pendant plusieurs années. Les travaux de restauration ont été décidés à la fin des années 1990, et la toile a été remontée à son emplacement d'origine le 6 juin 2004.
Ce travail a entraîné un certain nombre de découvertes concernant l'état original de l'œuvre. Parmi d'autres détails ayant fait l'objet de repentirs, le décolleté de Marie-Madeleine apparaît ainsi plus ouvert. Mais l'influence de la Contre-Réforme ne se limitait pas à des considérations de pudeur : l'altération la plus impressionnante concerne la figure de Éléonore d'Este, entièrement recouverte par un personnage de clarisse en robe de moniale.

L'identification de la princesse de Venosa mit un terme à une controverse qui avait agité jusqu'alors la communauté des historiens et des musicologues. Parmi les personnes considérées à cette place dans le Perdono, Glenn Watkins mentionne Sœur Corona, la sœur du cardinal Borromeo, et l'épouse du duc d'Andria assassiné par Gesualdo. L'habit de cour et la fraise sans collerette s'accordent avec le vêtement de Grand d'Espagne porté par son époux.

## Analyse

### Technique
Le travail réalisé par Giovanni Balducci pour le Perdono di Gesualdo n'a pas fait l'objet de commentaire particulier. D'une manière plus générale, les jugements portés sur la technique du peintre florentin ne sont guère élogieux. Selon Françoise Viatte, « son style de dessinateur, directement issu de l'enseignement de Vasari et très voisin de celui de Naldini, est marqué par un attachement aux modes traditionnels de représentation ». William Griswold, commissaire d'exposition du Metropolitan Museum of Art de New York, ajoute que Balducci, « artiste prolifique, profondément influencé par Naldini, était un dessinateur timide, dont les œuvres — caractérisées par un trait mince et nerveux pour les figures, et des aplats plutôt pâles — ne peuvent être confondues avec celles de son maître ».
Francesco Abbate présente donc le Perdono di Gesualdo comme « une commande prestigieuse » pour un peintre d'importance mineure, qui n'avait pas trouvé à s'imposer face à « une concurrence très importante à Rome  », et que son collègue Filippo Baldinucci critiquait volontiers, jugeant sa technique picturale « maniérée, et quelque peu rude ». Du XVIIe siècle jusqu'à notre époque, l'intérêt des historiens de l'art et des critiques musicaux s'est concentré sur l'« histoire » évoquée dans le tableau.

### Interprétations
Les personnages représentés sur le Perdono di Gesualdo peuvent être répartis en trois catégories : les membres de la famille de Carlo Gesualdo traités de manière réaliste, les personnes sacrées traitées de manière classique et les figures allégoriques, plus difficiles à interpréter.

#### Portraits

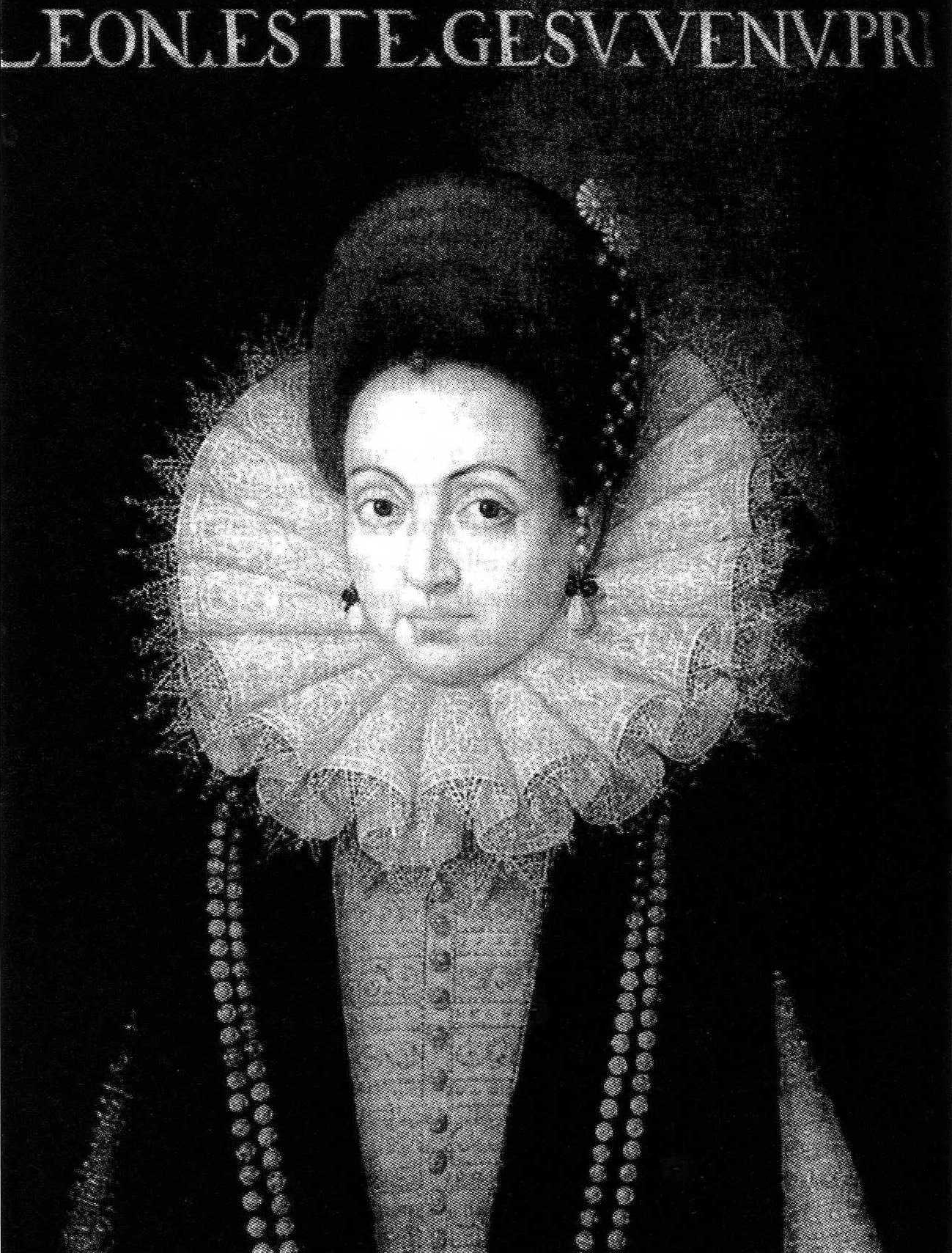
Portrait de Éléonore d'Este (anonyme, palais ducal de Modène).

Le premier groupe se limite au couple formé par la princesse et le prince de Venosa, et à l'oncle de ce dernier. La figure restaurée de Éléonore d'Este la montre cependant étrangement isolée du reste des personnages.

##### Éléonore d'Este
L'épouse de Gesualdo est la seule personne dont le regard est tourné vers le spectateur. De ce point de vue, la version modifiée au XVIIe siècle présentait une certaine harmonie avec l'attitude des autres personnages. Dans son analyse du Perdono, Glenn Watkins devine une intention délibérée de la part de Gesualdo, dont l'épouse « se tient dans une pose neutre et figée, le regard vide, comme un témoin complètement passif devant ces implorations de pardon ».
Les circonstances biographiques relatives à l'harmonie du couple apportent quelques éclaircissements : avec l'appui de son frère Cesare d'Este, Leonora avait obtenu de son époux qu'il la laisse repartir pour la cour de Modène, où elle séjourna d'abord d'octobre 1607 à novembre 1608, puis à nouveau d'octobre 1609 à novembre 1610, « non sans provoquer l'irritation de Gesualdo qui lui enjoignit de rentrer au domicile conjugal ».
Il est donc probable que son portrait a été réalisé, non d'après nature, mais à partir d'un portrait déjà existant, tel celui conservé dans le musée consacré à la maison d'Este du palais ducal de Modène.

##### Carlo Gesualdo

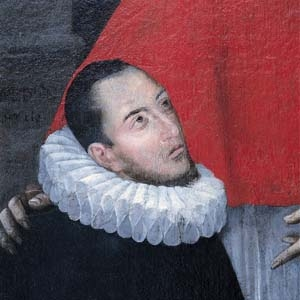
Détail du Perdono di Gesualdo, portrait de Carlo Gesualdo.

Le portrait de Carlo Gesualdo est autrement éloquent : vêtu de noir, le visage tendu et posé sur sa fraise espagnole, le regard sombre malgré des yeux gris-bleu, les cheveux coupés court, la barbe rare, l'air austère et les mains jointes. Glenn Watkins lui attribue « une figure aux joues creuses, digne du Greco ».
Dans la première monographie consacrée à Gesualdo, musician and murderer en 1926, Cecil Gray considère que « le portrait du prince provoque une impression curieuse et désagréable pour l'observateur », analysant les traits du visage pour en dégager une personnalité « perverse, cruelle, vindicative, et cependant plus faible que forte — presque féminine, en fait — physiquement, le type même du descendant dégénéré d'une longue lignée aristocratique ».
La postérité a retenu cette image du compositeur, plus figée encore que celle de son épouse. Sur ce point, le Perdono di Gesualdo présente un intérêt majeur pour les historiens de la musique. Dans un article consacré aux portraits de Gesualdo (A Gesualdo Portrait Gallery), Glenn Watkins observe qu'il existe, en dehors du Perdono de 1609, seulement trois portraits peints du compositeur. Le premier, révélé en 1875 et réalisé vers la fin du XVIIIe siècle, est si éloigné des autres représentations du prince de Venosa que le musicologue ne lui accorde aucun crédit : Gesualdo y apparaît « bouffi, avec une moustache dalinienne et un bouc en pointe  ».
Le second, datant probablement du XVIIe siècle mais découvert au début des années 1990, a été reproduit en couverture de nombreuses partitions. Les noms et titres de Gesualdo sont inscrits en grands caractères, mais la toile n'a fait l'objet d'aucune analyse, et reste donc sujette à caution.
Un dernier portrait, peint à fresque dans la Chiesa degli affliti de Gesualdo, montre le compositeur suivant le pape Libère, l'épée au côté, mains jointes et souriant de manière un peu énigmatique, parmi une procession de cardinaux avec son épouse Leonora, sous le regard bienveillant de la Vierge et de l'Enfant Jésus. Bien que formellement identifiée comme ayant été réalisée durant la première moitié du XVIIe siècle, cette œuvre a été certainement commencée après la mort de Gesualdo.
Selon certains historiens, les figures représentées seraient plutôt celles de la princesse Isabella Gesualdo di Venosa, petite-fille du compositeur, et de son époux Don Niccolò Ludovisi. Glenn Watkins en conclut que « le Perdono di Gesualdo du maître-autel de Santa Maria delle Grazie nous offre le seul portrait authentifié du compositeur ».

##### Charles Borromée
Le portrait de saint Charles Borromée dans le Perdono est intéressant à plusieurs titres. La noble figure du cardinal attire le regard : il se tient droit, sa robe écarlate et son surplis d'un blanc immaculé font ressortir la silhouette ténébreuse de son neveu. L'archevêque de Milan, mort le 3 novembre 1584, faisait l'objet d'une grande dévotion dans toute l'Italie, mais il était surtout le parrain de Gesualdo, qui lui vouait « une vénération presque obsessionnelle ».
Sa position dans le tableau assure une transition entre la sphère terrestre, où se tiennent Leonora d'Este et Carlo Gesualdo agenouillés, et la sphère céleste, où les saints et les saintes s'entretiennent auprès du Christ pour le salut de son âme. Cependant, la canonisation de Charles Borromée par le pape Paul V n'eut lieu qu'en 1610, soit un an après l'achèvement du tableau, ce qui lui confère « une résonance encore plus puissante dans la réalisation de cette œuvre exécutée sur commande ».

#### Dévotion ou exorcisme
Dans son analyse du Perdono di Gesualdo, Glenn Watkins présente les sept personnages célestes comme éléments d'une sacra conversazione circulaire, pour montrer aussitôt l'ambiguïté qui les distingue. Celle-ci permet de dégager les grandes lignes de la composition, et souligne l'importance que Gesualdo attachait envers certaines dévotions et certains exercices spirituels, dont la flagellation, qui ont contribué à sa célébrité posthume.

##### Des saints en proie au démon

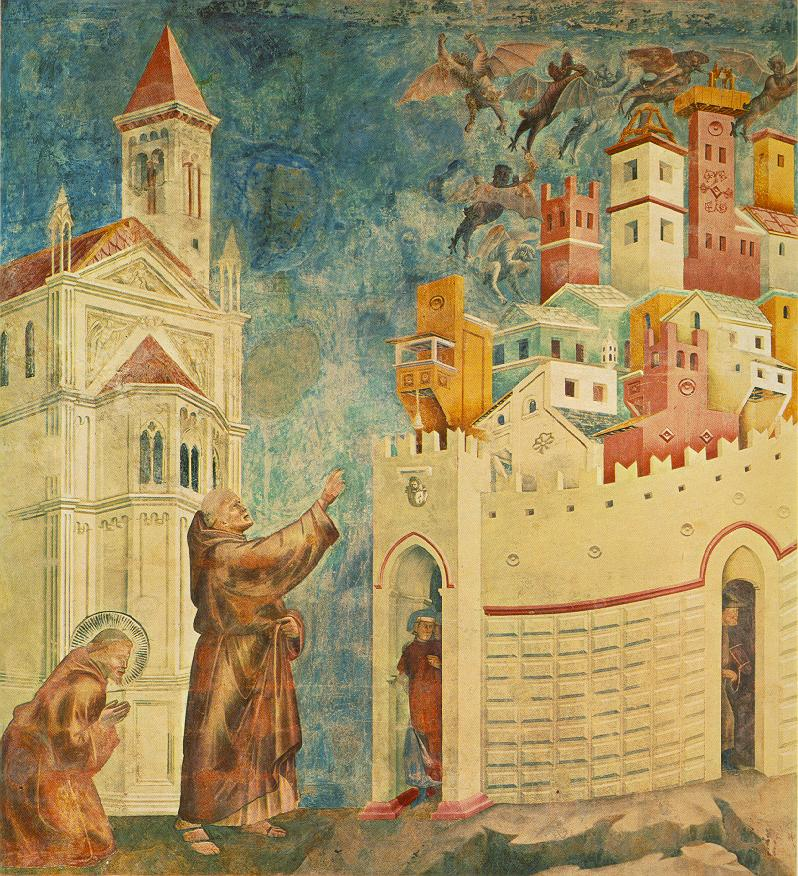
Saint François d'Assise exorcisant les démons d'Arezzo, par Giotto (XIIIe siècle).

En s'appuyant sur l'influence exercée par la Légende dorée de Jacques de Voragine sur les arts de la Renaissance, Glenn Watkins révèle un niveau de signification qu'un spectateur moderne serait peut-être moins porté à relever : « cette assemblée de saints et de saintes dans le tableau prend tout son sens si l'on se souvient que tous, comme Gesualdo, ont été la proie du diable ou de démons, dont ils ont su triompher ».
Dans son premier ouvrage, Gesualdo, the Man and his Music, le musicologue américain note l'expression employée par le prince pour désigner la flagellation que des garçons adolescents, engagés exprès pour cet emploi, pratiquaient sur sa personne : « chasser les démons ». Il rappelle également que « saint François d'Assise exorcisant les démons d'Arezzo était un sujet très populaire auprès des peintres », depuis le XIIIe siècle.

##### Catherine de Sienne
Si la personnalité de sainte Catherine de Sienne faisait l'objet d'une grande vénération au Vatican et dans toute l'Italie, Gesualdo a dû être particulièrement impressionné par son combat contre le démon, tel qu'il pouvait le lire dans son œuvre majeure, Le Dialogue.
Morte en 1380, Catherine de Sienne avait soutenu le pape Urbain VI durant le grand Schisme d'Occident. En reconnaissance, le pape Pie II l'avait canonisée en 1461. Glenn Watkins observe qu'Urbain VI était napolitain, et que la succession de Pie II éleva le grand-oncle maternel de Gesualdo sur le trône de saint Pierre sous le nom de Pie IV, en 1559. La présence de sainte Catherine de Sienne apparaît ainsi comme « une préfiguration de l'ascension des ancêtres du compositeur jusqu'à la papauté et la sainteté ».

##### Marie-Madeleine
La présence de Marie-Madeleine a longtemps dérouté les historiens. Trois « Marie » possibles ont d’ailleurs été proposées pour ce personnage : la « femme pécheresse » mentionnée dans l'évangile selon Luc (Lc 7,37-50), la sœur de Marthe et de Lazare (Lc 10,38-42) et Marie de Magdala, qui est la référence la plus probable.
Sur ce point, Glenn Watkins reprend les termes du consensus entre historiens et musicologues. Dans le Nouveau Testament, Marie-Madeleine est le premier témoin de la résurrection : « Jésus, étant ressuscité le matin du premier jour de la semaine, apparut d’abord à Marie-Madeleine, de laquelle il avait chassé sept démons (Mc 16,9) ».
Marie-Madeleine est le seul personnage dont le visage est tourné vers Gesualdo, et non vers le Christ. Dans la sphère des saints et des saintes, elle offre un pendant à la figure protectrice de saint Charles Borromée. Le jeu des regards et la position des mains, répondant à une rhétorique caractéristique de la peinture baroque, placent Gesualdo et le Christ rédempteur sur un axe dont ils assurent la continuité. Cecil Gray fait encore observer que cette diagonale est soutenue « comme une flèche », par la Vierge Marie et l'archange Michel « pointant du doigt vers Gesualdo », de part et d'autre du Christ.
Selon Glenn Watkins, dans son ouvrage consacré au « sortilège de Gesualdo » (The Gesualdo Hex) en 2010, « Gesualdo voyait d’abord en Marie-Madeleine la pécheresse qui, d’après les évangiles, avait obtenu le salut par la puissance de l’exorcisme, et c’est dans ce contexte qu’elle est représentée dans le tableau, en tant qu’expression la plus personnelle dans sa recherche de la miséricorde divine ».

#### Allégories oulégendes noires
Trois figures non identifiées ont particulièrement retenu l'attention, dans le Perdono di Gesualdo, à savoir l'homme, la femme et l'enfant ailé du Purgatoire. Denis Morrier considère qu'« ils peuvent être appréhendés comme de pures représentations symboliques ». Cependant, les historiens et les musicologues ont proposé diverses tentatives d'identification, en prêtant une oreille complaisante à certaines anecdotes qui constituent la légende noire du compositeur.

##### Adultère et double meurtre
Selon Denis Morrier, « la tradition a vu dans les deux personnages de l'homme et de la femme les âmes tourmentées de Maria d'Avalos et du duc d'Andria  », assassinés en 1590.
Cet événement avait fait couler beaucoup d'encre, aussi bien dans les récits de chroniqueurs napolitains et romains du XVIe siècle que dans des sonnets, quatrains et autres poèmes de circonstance : Le Tasse composa ainsi trois sonnets et un madrigal sur ce double meurtre, et « fut bientôt suivi par nombre de poètes. Le thème devint alors un topos parmi d'autres, donnant aux beaux esprits ample matière à poétiser ». En France, Pierre de Bourdeille, seigneur de Brantôme en reprit le récit dans ses Vies des dames galantes (premier discours : Sur les dames qui font l'amour et leurs maris cocus),.
Selon Catherine Deutsch, « même si le vice-roi chercha à étouffer l'affaire, soit de son propre chef, soit poussé par les Gesualdo, ce double crime marqua profondément et durablement les esprits à Naples, en Italie et dans le reste de l'Europe ». Denis Morrier voit dans cette « affaire Gesualdo » le crime du siècle, qui établit définitivement la réputation du prince compositeur par « l'extraordinaire publicité » qui entoura son geste.
Sans être poursuivi par la justice, « il paya dans une certaine mesure le prix de ses actes, se trouvant mis au ban d'une partie de l'aristocratie napolitaine », et « cette retraite forcée fut le lot d'une partie de la famille Gesualdo, notamment de son père Fabrizio qui mourut le 2 décembre 1591 loin de Naples, dans son château de Calitri ». Au terme d'une année d'exil, Carlo Gesualdo devint ainsi chef de famille à vingt-cinq ans, et l'un des plus riches propriétaires terriens de toute l'Italie du Sud.
Dans l'imagination populaire, une légende noire entoura bientôt le compositeur. « Crime et punition divine, faute et expiation : vingt ans à peine après la mort du prince, tous les ingrédients étaient déjà en place pour l'édification mythique du personnage de Gesualdo » devenu « le meurtrier sanguinaire des écrits historiographiques du XIXe siècle, le monstre torturé par sa conscience et par le spectre de sa femme ».

##### L'infanticide
Denis Morrier note que l'« on s'est beaucoup interrogé sur la présence du petit enfant, au centre du tableau ». Trois possibilités ont été envisagées.
Selon « une tradition, qui trouve sa source dans une légende propagée dans le village de Gesualdo, la représentation de cet enfant au Purgatoire serait la preuve d'un second assassinat imputable à Carlo. En effet, cette légende populaire évoque la naissance, après celle de Don Emmanuele vers 1587, d'un second enfant de Donna Maria ». Durant sa réclusion, « le prince se serait mis à douter de sa paternité, et aurait tué de ses propres mains ce petit enfant. Il aurait même fait couvrir les cris de son enfant supplicié par les chants de ses musiciens, entonnant l'un de ses madrigaux macabres ».
Le docufiction Mort à cinq voix, réalisé par Werner Herzog pour la ZDF en 1995, associe à cet événement le madrigal Beltà, poi che t'assenti du Sixième livre de madrigaux, une composition « sur la beauté de la mort » dont les audaces chromatiques « désorientent complètement l'écoute » aujourd'hui encore :
| Beltà, poi che t'assenti Come ne porti il cor porta i tormenti : Ché tormentato cor può ben sentire La doglia del morire, E un'alma senza core Non può sentir dolore. | Belle, tu reconnaîtras Que celui qui porte un cœur en porte les tourments : Un cœur tourmenté peut bien ressentir La douleur de mourir, Mais une âme sans cœur Ne peut ressentir la douleur. |

Cependant, pour les historiens du XXe siècle, « force est de constater que cet horrible forfait, maintes fois repris et brodé, n'est qu'une invention des chroniqueurs anciens. Aucun document officiel ne l'a jamais confirmée ».
Une autre légende s'est propagée, prétendant que « Maria d'Avalos aurait été enceinte du duc d'Andria lorsque son mari la tua. L'enfant du tableau serait cette petite âme perdue dans les limbes avant d'être née. Là encore, aucun témoignage digne de foi ne peut être cité pour confirmer cette thèse ».
La représentation de cette âme d'enfant trouve « une autre explication, moins sensationnelle et plus plausible ». Le second fils de Gesualdo, né de son mariage avec Leonora d'Este le 20 janvier 1595 et nommé Alfonsino en hommage au duc de Ferrare Alfonso d'Este, était mort le 22 octobre 1600, « portant un coup fatal aux rapports conjugaux du couple princier ». Selon Glenn Watkins, « il est raisonnable d'identifier l'âme du prince Alfonsino dans cet enfant pourvu d'ailes assez inattendues pour son ascension hors du Purgatoire ».
L'hostilité que témoignaient les parents de Leonora, son frère Cesare d'Este en particulier, envers le prince de Venosa se traduit dans leur correspondance privée, où « Carlo Gesualdo fait figure de véritable monstre, allant jusqu'à empêcher sa femme d'assister son jeune fils dans son agonie » et l'accusant, directement ou indirectement, de la mort de son propre enfant. Ainsi, « les commentateurs du Perdono di Gesualdo ne purent s'empêcher d'associer ces figures allégoriques aux amants assassinés et à un méfait plus horrible encore : l'infanticide ».

## L'autrePardon de Gesualdo
Denis Morrier mentionne encore une autre tradition. De nos jours, la ville de Gesualdo fait revivre chaque année, au mois d'août, un événement qui marqua la cité : le Pardon mutuel du prince Carlo et de son fils Emmanuele. Dans les récits des chroniqueurs du début du XVIIe siècle, cette cérémonie est liée à la réconciliation, mais aussi à la mort très rapprochée des deux princes, en 1613. Don Ferrante della Mara, chroniqueur des grandes familles napolitaines, évoque cet ultime drame de la vie de Gesualdo dans ses Rovine di case Napoletane del suo tempo (1632) : 

« C'est dans cet état qu'il mourut misérablement à Gesualdo, non sans avoir connu, pour son quatrième malheur, le décès de son fils unique, Don Emmanuele, qui haïssait son père et désirait ardemment sa mort. Le pire fut que ce fils disparut sans avoir donné d'enfant pour la survivance [de leur maison], si ce n'est deux filles qu'il avait eues de Donna Maria Polissena de Fürstenberg, princesse de Bohême. »

Ce Pardon mutuel de Gesualdo est exactement contemporain de l'achèvement du Perdono di Gesualdo. En effet, Éléonore d'Este décrit les retrouvailles du père et de son fils dans une lettre du 2 mars 1609, adressée à son frère Cesare : « Mon fils le Sig. Don Emmanuele est ici chez nous (à Gesualdo), et il est vu avec grande joie et plaisir par son père, car les différends qui les opposaient se sont calmés, pour le plus grand plaisir de tous, et en particulier de moi qui l'aime tant ».

## Peinture et musique
Glenn Watkins, qui a œuvré pour la redécouverte des motets de Gesualdo, dresse un parallèle entre la musique religieuse du compositeur et le tableau commandé par le prince.

### Résonances dans l'œuvre de Gesualdo
Parmi les recueils de musique religieuse publiés à Naples en 1603, le livre de Sacræ Cantiones à six voix comprend un motet unique à sept voix, Illumina nos, conclusion et point culminant d'une œuvre « composée avec un artifice singulier » (singulari artificio compositae)  :
| Illumina nos, misericordiarum Deus, Septiformi Paracliti gratia, Ut per eam a delictorum tenebris Liberati vitae gloria perfruamur. | Éclaire-nous, Dieu de miséricorde, Par la grâce septiforme du Paraclet, Afin que, délivrés par elle des ténèbres du péché, Nous jouissions de la gloire de la vie. |

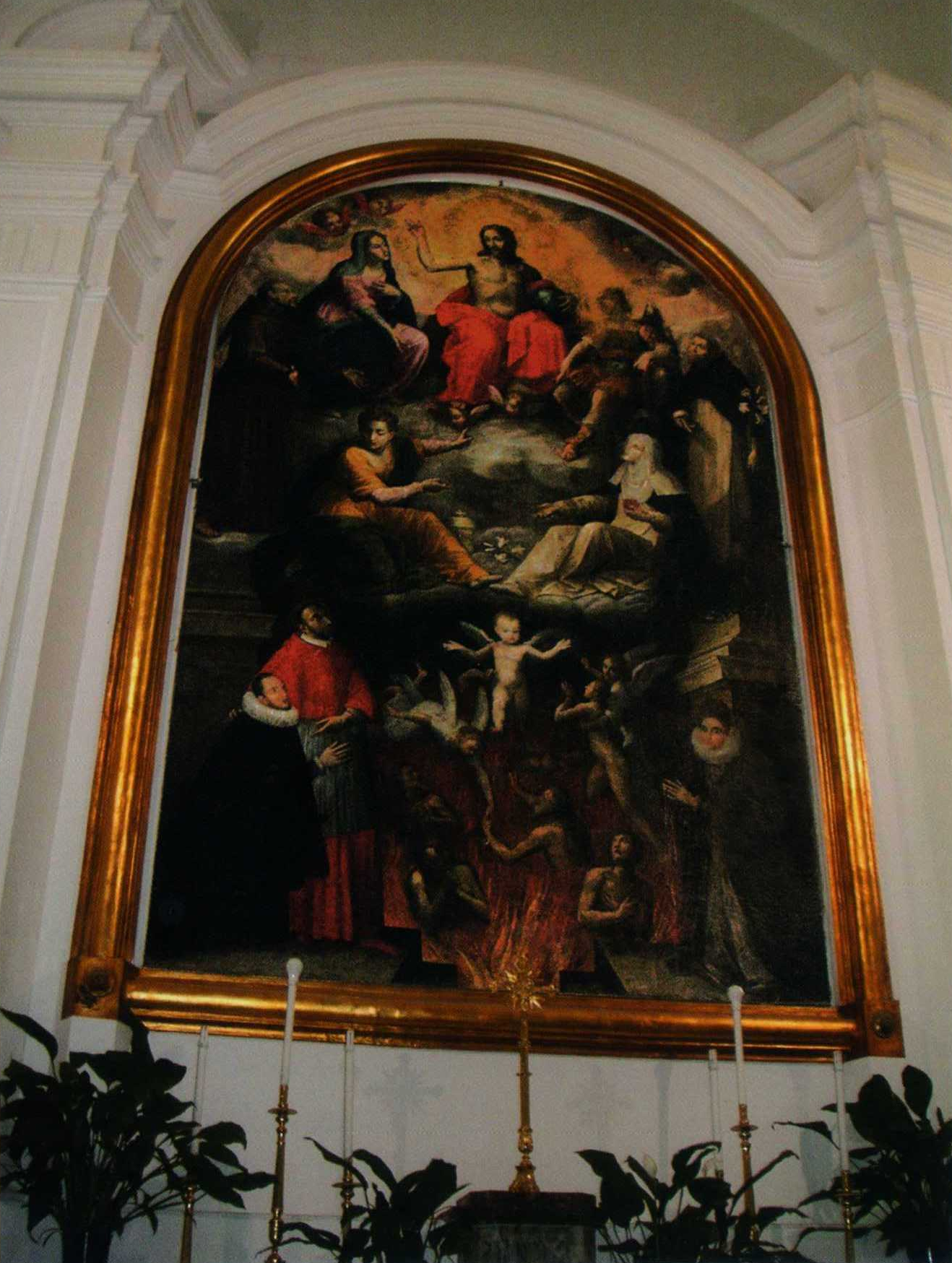
Le Perdono di Gesualdo restauré, dans sa situation actuelle à Gesualdo.

Pour le musicologue américain, cette pièce apporte un nouvel éclairage autour de Marie-Madeleine, telle qu’on peut la voir dans le Perdono : « Les sept démons de Marie-Madeleine ? la grâce divine septiforme ? un contrepoint à sept voix ? » Dans une lettre du 3 juin 1957, adressée à Robert Craft en vue de l’enregistrement des trois motets recomposés par Stravinsky sous le titre Tres Sacræ Cantiones (Da Pacem Domine, Assumpta est Maria et Illumina nos), le compositeur Ernst Křenek souligne combien, « dans la tradition catholique, le Saint-Esprit est toujours associé au chiffre sept. L’origine semble avoir été la prophétie d'Isaïe où les sept grâces sont accordées à l'esprit du Seigneur (Isaïe, XI, 2) ».
Glenn Watkins propose encore de lire dans le motet Assumpta est Maria un équivalent musical de la représentation de la Vierge, assise à la droite du Christ et entourée de chérubins dans le Perdono di Gesualdo.
Les subtilités du langage musical de Gesualdo en matière d' harmonie et de contrepoint, l'emploi de dissonances expressives et de chromatismes, l'utilisation très consciente de madrigalismes et de nombres symboliques dans ses pièces religieuses, « un tel réseau de codes enfin […] ouvrent la voie vers une interprétation plus intensive, plus personnelle, du message de la Passion », à mi-chemin entre la liturgie et le multimédia.
En effet, Glenn Watkins a proposé un autre parallèle entre la musique religieuse de Gesualdo et le Perdono de 1609, à partir d'une lecture attentive de la page de titre des Tenebrae Responsoria (ou Répons des Ténèbres pour la semaine sainte) publiés en 1611 par Giovanni Giacomo Carlino dans le palais de Gesualdo.
Il s'agit de « la seule occasion, pour une œuvre publiée de son vivant, où le prince de Venosa signe explicitement un recueil de son nom et de ses titres, et l'inscrit implicitement dans le monde de la musique, de la littérature et des arts. Il est clair que ce texte et cette musique devaient avoir été composés pour être chantés en un lieu marqué par deux commandes extrêmement personnelles : l’église de Santa Maria delle Grazie dans le domaine de l’architecture, et le Perdono dans le domaine de la peinture ».

### Regards portés auXXesiècle
Dans son opéra La terribile e spaventosa storia del Principe di Venosa e della bella Maria (« La terrible et effrayante histoire du Prince de Venosa et de la belle Maria »), composé en 1999 pour l'opéra de marionnettes sicilien, Salvatore Sciarrino conclut avec une chanson per finire « écrite dans un style délibérément pop », où il est clairement fait allusion au Perdono di Gesualdo, et à sa composition entre le Ciel et l'Enfer :
| Gesualdo a Venosa Oggi è stato perdonato. Non sappiamo s'è all'Inferno Se la musica basto Per andare in Paradiso. Tisu ! Tisu ! Poveri angeli, Che musica strana ! | Gesualdo de Venosa A été pardonné aujourd'hui. Nous ne savons pas s'il est en Enfer Ou si la musique a suffi Pour le mener en Paradis. Tsk ! Tsk ! Pauvres anges, Quelle musique étrange ! |

Une reproduction partielle du Perdono, montrant le compositeur, saint Charles Borromée, Marie-Madeleine et l'enfant ailé du Purgatoire, a été retenue comme couverture de pochette CD pour la parution du deuxième livre de Sacræ Cantiones, reconstitué par le compositeur et musicologue anglais James Wood en 2013, à l'occasion du 400e anniversaire de la mort de Gesualdo.

### Ouvrages généraux
- (it) Francesco Abbate, Storia dell'arte nell'Italia meridionale, vol.3, Rome, Éditions Donzelli, 2001, 410 p. (ISBN 978-88-7989-653-5, lire en ligne).
- (fr) Brantôme, Vies des dames galantes, Paris, Jean de Bonnot, 1972 (1re éd. 1588)
- (fr) Dominique de Courcelles (trad. de l'italien), Le « Dialogue » de Catherine de Sienne, Paris, CERF, 1999, 135 p. (ISBN 2-204-06270-7)
- (it) Mgr Lodovico Ferretti o.p., Catherine de Sienne, Sienne, Éditions Cantagalli, 1998
- (fr) Eugène Green, La Parole baroque, Paris, Desclée de Brouwer, coll. « Texte et Voix », 2001, 326 p. (ISBN 2-220-05022-X)
- (en) William Griswold, Sixteenth-century Italian Drawings in New York Collections, New York, Metropolitan Museum of Art, 1994, 270 p. (ISBN 978-0-87099-688-7, lire en ligne).
- (fr) Françoise Viatte, Dessins toscans, XVIe siècle-XVIIIe siècle, Paris, Éditions de la Réunion des musées nationaux, 1988, 591 p. (ISBN 978-2-7118-2137-2).

### Ouvrages consacrés à Gesualdo
- (fr) Catherine Deutsch, Carlo Gesualdo, Paris, Bleu nuit éditeur, coll. « Horizons », 2010, 176 p. (ISBN 978-2-35884-012-5).
- (en) Cecil Gray et Philip Heseltine, Carlo Gesualdo : musician and murderer, Londres, Trubner & Co., 1926, 145 p. (ISBN 978-1-275-49010-9).
- (fr) Denis Morrier, Carlo Gesualdo, Paris, Fayard, coll. « Mirare », 2003, 118 p. (ISBN 2-213-61464-4).
- (it) Antonio Vaccaro, Carlo Gesualdo, principe di Venosa : L'uomo e i tempi, Venosa, Osanna Edizioni, 1998, 214 p. (ISBN 978-88-8167-197-7)
- (en) Glenn Watkins (préf. Igor Stravinsky), Gesualdo : The Man and his Music, Londres, Oxford University Press, 1973 (rééd. 1991), 414 p. (ISBN 978-0-19-816197-4 et 0-19-816197-2).
- (en) Glenn Watkins, The Gesualdo Hex : Music, Myth, and Memory, New York, W. W. Norton & Co., 2010, 384 p. (ISBN 978-0-393-07102-3).